# 李進勇
李進勇（1951年8月1日—），中華民國政治人物，無黨籍，生於雲林縣四湖鄉，執業律師出身，現任中央選舉委員會主任委員，曾任基隆市市長、雲林縣縣長、內政部政務次長、法務部政務次長、交通部政務次長、行政院公共工程委員會副主任委員。

## 早期
李進勇曾擔任臺灣花蓮地方法院、臺灣宜蘭地方法院、臺灣臺中地方法院法官、軍事審判官，後轉為律師，在基隆市執業，並在王拓引介下加入民主進步黨。

## 從政
立法委員
1992年，在基隆市當選第二屆立法委員；1995年當選第三屆立法委員。
基隆市市長
1997年，在中國國民黨分裂之下當選第十三屆基隆市市長，成為首位民進黨籍市長；2001年，因國民黨整合成功、市民多數長期支持國民黨的不利因素下，競選連任失敗。
陳水扁總統時期
2002年，出任民進黨中央黨部副秘書長。
2004年，轉任內政部政務次長。
2005年，轉任行政院公共工程委員會副主任委員。
2005年3月22日，轉任雲林縣代理縣長至縣長選舉後年底交接為止。
2006年，轉任法務部政務次長。
2008年2月1日，轉任交通部政務次長。
2012年，民進黨原提名的雲林縣第一選舉區立法委員候選人陳憲中在選前114天退選。民進黨臨時徵召李進勇參選，結果以一千多票小輸張嘉郡，選後繼續留在雲林做法律扶助。
雲林縣縣長
2013年7月8日，李進勇宣布參加2014年雲林縣縣長選舉民主進步黨黨內初選；10月30日中午，黨中央公布民調結果，李進勇以29.96%的支持率，勝過初選對手劉建國的23.64%及李應元的17.8%，確定代表民進黨出馬角逐雲林縣縣長，並以五萬餘票之差擊敗張麗善當選，睽違九年重返縣府，成為首位回任的縣長；2018年雲林縣縣長選舉，以近五萬票之差敗給捲土重來的張麗善，是繼2001年基隆市市長連任失利後再度無緣連任，他並宣布將退出政壇。
中選會主委
2019年2月25日，行政院宣布提名李進勇為中央選舉委員會主任委員，函送立法院審查；2月27日，李進勇為回應中立性疑慮向民進黨中央申請暫予註銷黨籍，同日核准。4月24日，立法院內政委員會、司法及法制委員會審查中選會主委被提名人李進勇人事同意權案，通過初審。

## 事件及爭議
- 2005年，時任台灣團結聯盟立法委員尹伶瑛表示李進勇代理雲林縣縣長不到一年卻核准大詠、榮基、大洪公司等四件陸砂開採案，質疑李進勇與砂石業者勾結圖利，破壞八色鳥棲息地，要求檢調單位與民主進步黨廉政委員會徹查。對此，李進勇澄清任內並未核准任何一件砂石場新設案件，尹伶瑛所提的案件都是在前縣長張榮味任內即經中央主管機關核准的申請案件，其依照正常程序完成人民已依法申請核准完成的案件，沒有任何違法之處，並歡迎尹伶瑛向檢調單位檢舉。[4]
- 1985年任台中民事庭法官期間，涉及一宗偽造文書案件。李進勇被指控以法官身分唆使書記官造假筆錄，倒填日期。原本以為天衣無縫，但是涉及「利益擺不平」，東窗事發被告並起訴。偽造文書案發生在1985年1月底2月初，李進勇疑似因此案于1985年4月辭去法官。時任國民黨立委沈智慧指出法院的判決是「無罪」，但判決書特別解釋本案被告李進永等人行為「具偽造之形式」。無罪理由是因為沒造成實質損失，有一說他是為了考績偽造文書的損失是國家給予的薪資，因此儘管有偽造文書的行為，但無法歸類損失故判無罪。

## 選舉紀錄
| 年度 | 選舉屆數               | 選舉區               | 所屬政黨   | 得票數  | 得票率 | 當選標記 | 備註 |
| ---- | ---------------------- | -------------------- | ---------- | ------- | ------ | -------- | ---- |
| 1992 | 第二屆立法委員選舉     | 基隆市立法委員選舉區 | 民主進步黨 | 37,418  | 25.66% |          |      |
| 1995 | 第三屆立法委員選舉     | 基隆市立法委員選舉區 | 民主進步黨 | 38,900  | 24.25% |          |      |
| 1997 | 第十三屆基隆市市長選舉 | 基隆市               | 民主進步黨 | 73,398  | 42.75% |          |      |
| 2001 | 第十四屆基隆市市長選舉 | 基隆市               | 民主進步黨 | 72,212  | 41.91% |          |      |
| 2012 | 第八屆立法委員選舉     | 雲林縣第一選舉區     | 民主進步黨 | 89,213  | 49.56% |          |      |
| 2014 | 第十七屆雲林縣縣長選舉 | 雲林縣               | 民主進步黨 | 232,900 | 56.98% |          |      |
| 2018 | 第十八屆雲林縣縣長選舉 | 雲林縣               | 民主進步黨 | 163,325 | 41.72% |          |      |

## 外部連結
- 李進勇的Facebook專頁
- YouTube上的李進勇頻道

| 中華民國政府職務                   | 中華民國政府職務                                   | 中華民國政府職務 |
| ---------------------------------- | -------------------------------------------------- | ---------------- |
| 基隆市政府                         |                                                    |                  |
| 前任： 林水木                      | 基隆市市長 第十三屆 1997年12月20日－2001年12月20日 | 繼任： 許財利    |
| 雲林縣政府                         |                                                    |                  |
| 前任： 張榮味                      | 雲林縣縣長 代理 2005年3月22日－2005年12月20日      | 繼任： 蘇治芬    |
| 前任： 蘇治芬                      | 雲林縣縣長 第十七屆 2014年12月25日－2018年12月25日 | 繼任： 張麗善    |
| 行政院                             |                                                    |                  |
| 前任： 陳朝建（代理） 正任：陳英鈐 | 中央選舉委員會主任委員 第六任 2019年6月3日－       | 現任             |